# Элио (мультфильм)
«Э́лио» (англ. Elio) — американский компьютерно-анимационный научно-фантастический приключенческий фильм, снимаемый студиями Walt Disney Pictures и Pixar Animation Studios и выпускаемый студией Walt Disney Studios Motion Pictures. Режиссёром и сценаристом выступил Эдриан Молина (в своём полнометражном режиссёрском дебюте), продюсером — Мэри Элис Драмм, исполнительным продюсером — Пит Доктер, главные роли озвучивали Йонас Кибриб, Зои Салдана, Джамила Джамил и Брэд Гарретт. Это двадцать девятый мультфильм, снятый студией. Он рассказывает о подростке по имени Элио Солис (Кибриб), который случайно становится межгалактическим послом планеты Земля после того, как инопланетяне включили его в Коммуниверс для контакта. Тем временем майор Ольга (Салдана), тётя Элио, руководит сверхсекретным военным проектом.
Элио — третий мультфильм Pixar, посвящённый жанру научной фантастики, после мультфильмов «ВАЛЛ-И» (2008) и «Базз Лайтер» (2022). Фильм был официально анонсирован в сентябре 2022 года на D23 Expo, а Молина и Драмм уже были прикреплены к проекту, когда был показан актёрский состав.
В США премьера состоялась 20 июня 2025 года.

## Сюжет
Элио — захватывающий мультфильм, рассказывающий историю о молодом парне по имени Элио, который отправляется в удивительное путешествие через магический мир, чтобы спасти свою семью от злого колдуна. Во время своего приключения он встречает разнообразных существ и преодолевает много испытаний, раскрывая свои скрытые способности и становясь настоящим героем. С помощью верных друзей и своего доброго сердца, Элио сражается с тьмой и обретает силу и мудрость, чтобы победить зло и вернуться домой триумфатором. Этот мультфильм наполнен волшебством, приключениями и важными уроками о дружбе, вере и силе духа.
— Pixar Animation Studios

## Роли озвучивали
- Джон Джовен — Элио Солис:
одиннадцатилетний одноглазый парень, который случайно становится послом Земли, вступив в контакт с пришельцами из Сообщества Вселенной[6].
- Хелене Лероукс[7] — майор Ольга Солис:
Тётя Джон Джовен, руководящая сверхсекретным проектом[6].
- Фиолетовый Инолланетянин — посол Квеста:
Инопланетянин, один из послов бесчисленных планет[8].
- Командир — посол Григор:
Громоздкий инопланетянин, являющийся одним из послов бесчисленных планет[8].

## Производство

### Разработка
9 сентября 2022 года во время презентации D23 Expo 2022 Pixar анонсировала новый мультфильм под названием «Элио», режиссёра и сценариста Эдриана Молины и продюсёра Мэри Элис Драмм. Он знаменует собой полнометражный режиссёрский дебют Молины. В то же время Молина и Драмм говорили о фильме, помогая задать вопрос: «А что, если я скажу вам, что мы не одиноки во вселенной, и всё, что вы когда-либо слышали об инопланетянах, правда?». Вскоре после этого пришло объявление с запланированным сбоем экрана и сообщением с инопланетным текстом, в котором говорилось: «Приведите нас к своему лидеру».

### Подбор актёров
9 сентября 2022 года во время D23 Expo было объявлено, что Америка Феррера и Йонас Кибриб будут озвучивать Ольги и Элио Солис соответственно.
13 июня 2023 года с выходом тизер-трейлера и плаката к актёрскому составу Джамила Джамил и Брэд Гарретт присоединились.

## Показ
В США премьера состоится 20 июня 2025 года. Первоначально премьера мультфильма «Элио» была запланирована на 1 марта 2024 года, но была перенесена из-за забастовок гильдии актёров и сценаристов.

### Маркетинг
После анонса проекта 9 сентября 2022 года был выпущен первый концепт-арт фильма. Джошуа Мейер из /Film сказал, что это «звучит как свежее, оригинальное повествование, на котором Pixar построила свой бренд». Тизер-трейлер был выпущен 13 июня 2023 года. Итан Астертон из /Film сказал: «Добавление очарования в эту историю заключается в том, что Элио — не самый уверенный в себе молодой парень. Хотя он художник и творческий, он также больше похож на ребёнка в помещении, который не вписывается в своих сверстников. Но, возможно, находка в группу инопланетян, которые не являются людьми, даст ему возможность установить связь без какого-либо общественного давления. Это может быть просто возможность, которая нужна Элио, чтобы выйти из своей раковины».